# Yeonwoo
Đây là một tên người Triều Tiên, họ là Lee.
Lee Da-bin (Hangul: 이다빈, Hanja: 李多斌, Kana: イ・ダビン, Hán-Việt: Lý Đa Bân, sinh ngày 1 tháng 8 năm 1996), được biết đến nhiều hơn với nghệ danh Yeonwoo, là một nữ ca sĩ, diễn viên và MC người Hàn Quốc, cựu thành viên của nhóm nhạc nữ Momoland do công ty Double Kick Company; nay là MLD Entertainment thành lập và quản lý.

## Tiểu sử
Yeonwoo sinh ngày 1 tháng 8 năm 1996 tại Seoul, Hàn Quốc. Cô tốt nghiệp Trường Trung học Biểu diễn Nghệ thuật Seoul. Cô có một người chị gái.

## Sự nghiệp

### Trước khi ra mắt
Yeonwoo từng là thực tập sinh tại MBK Entertainment và Pledis Entertainment. Cô cũng đã từng xuất hiện trong MV Andenayon  của Kim Yong-chul cùng với Hyebin và JooE.

### 2016-2019: Trở thành thành viên của Momoland
Cô được biết đến nhiều hơn khi tham gia chương trình truyền hình thực tế Finding Momoland rồi trở thành thành viên chính thức của Momoland, Yeonwoo giữ vai trò rap dẫn, hát phụ và gương mặt đại diện trong nhóm. Vào tháng 1 năm 2018, nhóm trở nên nổi tiếng với bản hit Bboom Bboom’’

### 2019-2021: Rời khỏi Momoland tiếp tục theo nghiệp diễn
Được biết Yeonwoo cùng Nancy là 2 cây hút fan của nhóm tuy nhiên vào ngày 30/11/2019 cô cùng Taeha rời nhóm trong sự tiếc nuối và gây nhiều tranh cãi cho rằng cô bỏ rơi nhóm và tham lam theo đuổi nghiệp diễn viên, tuy nhiên chính cô cũng thừa nhận chịu bất công và phải rời nhóm không như mong muốn. 

## Truyền hình

### Chương trình truyền hình
| Năm  | Chương trình     | Thành viên | Vai trò  | Ghi chú                            |
| 2016 | Finding Momoland | Chính cô   | Thí sinh | Trở thành thành viên của Momoland. |
| 2017 | Beautiful Life   | Chính cô   | MC       |                                    |
| 2017 | The Show         | Chính cô   | MC       |                                    |